# زيريتو كيبيدي
زيريتو كيبيدي (بالأمهرية: ዘሪቱ ከበደ)‏ من مواليد التاسع من شباط/فبراير 1984، هي مغنية وكاتبة أغاني وناشطة اجتماعية وممثلة ومنتجة أفلام وكاتبة سيناريو إثيوبية. بدأت زيريتو حياتها المهنية وهي في سنّ الواحدة والعشرين وذلك في عام 2005 حينما غيّرت الانتخابات العامة الإثيوبية حالة البلاد فأصدرت حينها ألبومًا بعنوان زيريتو (بالإنجليزية: Zeritu)‏ ليكون الألبوم الأكثر نجاحًا في إثيوبيا على الإطلاق.

## الحياة المُبكّرة
ولدت زيريتو كيبيدي في أديس أبابا بإثيوبيا في التاسع عشر من شباط/فبراير 1984. كان والدها كيبيدي وولديجيورجيس مهندسًا معماريًا فيما كانت والدتها إنجيدا ميتيكو ربة منزل تصغرُ زوجها بثلاثين عامًا. نشأتْ زيريتو في منطقة جوليلي في شمال أديس أبابا، حيثُ تربّت في كنفِ عائلةٍ محافظةٍ وعاشت أسلوب حياةٍ صارمٍ معزولة عن بقية أطفال الحيّ. كانت زيريتو تقضي العطل الصيفيّة عند جدها وجدتها من والدتها والذان كانا ليبراليَيْنِ للغاية ومُتفتّحينِ إلى حدٍ ما. هناك حصلت زيريتو على فرص اللقاء واللعب مع أطفال من عائلات ذات أوضاع اجتماعية مختلفة. تقولُ زيريتو إنها كانت وهي صغيرةٌ تقرأُ الكتب بنهم كما كانت تستمعُ إلى القصص الريفية عدى عن مشاهدتها لكرة القدم مع شقيقها وقضائها وقتًا على الأشجار تراقب الطيور والحيّ وأشياء أخرى للترفيه.
بدأت زيريتو تميلُ للموسيقى مع مرور الوقتِ، حيثُ كانت تُنصت وتُعيد الإنصات لشرائط الكاسيت التي كان يملكها والدها فضلًا عن الاستماعِ لأيّ شيءٍ كانت تجدهُ ممتعًا بما في ذلك تسجيلات نت كينغ كول، كاسا تيسيما، محمود أحمد، توم جونز، مولوكين ميليس دونا سمر، كما جمعت شرائط كاسيت لفنانين عالميين مثل مايكل جاكسون وويتني هيوستن وسيلين ديون ومايكل بولتون وبويزون وتريسي تشابمان وبوب مارلي.

## المسيرة المهنيّة

### البداية
أصبحت زيريتو مهتمة بالموسيقى منذ أن كانت صغيرة. صعدت على خشبة المسرح للمرة الأولى عندما كانت في الصف الخامس حيثُ غنّت أغنية مايكل جاكسون الشهيرة هل ستكون هناك؟ (بالإنجليزية: Will You Be There؟)‏. بدأت في وقتٍ لاحقٍ في كتابة الأغاني والمسرحيات القصيرة مع أصدقائها إلى أن قررت ذات يومٍ الاستمرار في هذا المجال. جنت زيريتو بعض المال وهي طالبةٌ في المدرسة الثانوية وذلك حينما أصدرت رفقة بعضٍ من صديقاتها أغنية ياغاتورا إمبيت (بالأمهرية: Yegeterua Emebet)‏ وهي أغنيةٌ شاركت بها الفتياتُ لصالحِ برنامجٍ كان من المفترضِ أن يُبثَّ على قناة إي تي في (بالإنجليزية: ETV)‏ حول قضية الزواج المبكر والقسري لكنه لم يُبث لأسباب غير معروفة.
قررت زيريتو بعد إنهاء المدرسة الثانويّة البدء في الغناء بشكل رسميّ، وساعدتها العلاقة التي جمعتها بالمغنيّة هينوك ميهاري في الانضمامِ لفرقة سويت باند (بالإنجليزية: Sweet Band)‏ التي لم تمكث معها كثيرًا حتى كانت قد انضمّت لفرقة إكسبريس باند (بالإنجليزية: Express Band)‏ الشهيرة فعزفت معها على أغاني كثيرة لنجوم عالميين بينهم سيلين ديون، تريسي تشابمان، ماريا كاري، لورين هيل، شانيا توين، نورا جونز وشاكيرا.
أثناء عملها في إكسبريس باند، كانت زيريتو ترتادُ جامعة أداما التي تقعُ على بعد 100 كيلومتر خارج أديس أبابا، لكنها تركتها بعد نصف فصل دراسي مقررةً التركيز بشكل كامل على حياتها المهنية التي كانت قد بدأتها للتوّ، فحرصت على تلقي دروس خاصّة في الغيتار كما انضمَّت إلى أكاديمية هولي لاند للفنون حيث تدربت على التمثيل وكتابة السيناريو لمدة عام ونصف تقريبًا.
اختيرت زيريتو لأول مرةٍ للمشاركةِ في في مسلسل درامي تلفزيوني من إخراج المخرج الإثيوبي الشهير أباتي ماكوريا، ثمّ ظهرت في مسرحية كتبها وأخرجها أباتي ميكوريا نفسه كما شاركت في مهرجان شرق إفريقيا المسرحي الذي أقيم في مومباسا بدولة كينيا. أثناء عملها على ألبومها الأول في استوديوهات بيغنا (بالإنجليزية: Begena Studio)‏، شاركت زيريتو في أغنية جماعية أُنتجت لزيادة الوعي بفيروس نقص المناعة البشرية/الإيدز. حملت الأغنيّة التي كتبها مايكل بلاينه ويلما جبريب اسم ميلا (بالإنجليزية: Mela)‏ وقد شارك فيها إلى جانبِ زيريتو نفسها إلياس ملكا (الذي التقت به من خلال صديقتهما المشتركة ومدربها على الغيتار زكارياس غيتاهون) ومطربين آخرين مثل مينيليك ووسيناتشو وأليمايهو إيشيتي وتميرات مولا.

### الموسيقي
أصدرت زيريتو ألبومها الأول الذي حمل اسمها. تضمّن هذا الألبوم أغانٍ مثل إندايجليني (بالأمهرية: Endaygelegne)‏ وهي أول أغنيةٍ من الألبوم وكذا أغنيّة أثيديبيجن (بالأمهرية: Athidibign)‏ التي تروي فيها عن لحظاتٍ مفصليّة في شبابها فضلًا عن أغنية ديج أباتي كيفو بالوا (بالأمهرية: Deg Abate Kifu Balua)‏ وهي الأغنيّة التي حظيت بإشادة كبيرة بسبب قصتها الغنائية بل هي أفضلُ أغنيّة لزيريتو نفسها. لقد حقّق ألبومها الأول نجاحًا كبيرًا في تاريخ الموسيقى الإثيوبية.
ذهبت زيريتو من آذار/مارس إلى نيسان/أبريل 2006 في جولة وطنية شملت عددًا من المدن الإثيوبية بما في ذلك أديس أبابا، أداما، هواسا، ديري داوا، هرار، بحر دار، جيما، ميكيلي، ديسي وجوندر. كانت الجولة الأولى من نوعها وشملت أيضًا المغنية الشهيرة الأخرى أبينت أغونافير التي كتبت وأدت أغنية أكال لو أكال (بالأمهرية: Akal le Akal)‏ مع زيريتو في ألبومها الأول.
لعببت زيريتو دورًا مهمًا في إنتاج الألبوم الأول لإيوب ميكونين الذي صدر في عام 2007، كما كتبت عددًا من الأغاني التي تضمّنها هذا الألبوم، ثمّ قامت بعد ذلك بجولةٍ في الولايات المتحدة مع الأخوان مهاري وقدمت أغانيها أمام الجمهور في بعض دول أوروبا والإمارات العربية المتحدة، كما بدأت أيضًا بتجربة موسيقى الجاز.
استخدم جان ألبرت ليفير مخرج الفيلم الوثائقي البيئي متلازمة تيتانيك (بالفرنسية: Les syndrome du titanic)‏ أغنية ياني (بالأمهرية: Yane)‏ لزيريتو في فيلمه الذي يستندُ إلى الكتاب الأكثر مبيعًا لعالم البيئة الفرنسي المعروف نيكولا هولو.
أصدرت زيريتو فيلم اصطناعي عام 2014 في منصات مختلفة حيثُ صدرت الأغنيّة في أمازون وجوجل بلاي في الثاني من آب/أغسطس 2014، كما أصدرت في العشرين من نيسان/أبريل 2017 أغنية ووشتام (بالإنجليزية: Wushetam)‏ من ألبوم إيزا ألكريم (بالإنجليزية: Eza Alkerem)‏.
أصدرت زيريتو في التاسع من آذار/مارس 2018 أغنية حب حب حب (بالإنجليزية: Love Love Love)‏ في كليب فيديو يُصوّر أطفال وبالغين يلعبون بطريقة وديّة للتعبيرِ عن الحب، كما نشرت في الثاني والعشرين من كانون الأول/ديسمبر 2018 فيلم أزماري (بالإنجليزية: Azmari)‏ الذي حَقَّقَ 303,197 مشاهدة على موقع يوتيوب.
تعاونت زيريتو مع المغنيّ الأورومو تاديل جيميشو فأصدرا أغنيّة ليب يلاه في الرابع والعشرين من تشرين الأول/أكتوبر 2019. نالت الأغنيّة التي أخرجها دانيال تمرات وأنتجها توماس ت. غوبينا استحسانًا دوليًا واستُعملت من قِبل اليونيسف للتوعيّة بموضوع وفيات الأمهات في المجتمع الريفي.
ظهرت زيريتو في أغنية صوفيا شيباباو المنفردة يا سلام ساو نين (بالإنجليزية: Yeselam Sew Nen)‏ والتي صدرت في الرابع والعشرين من نيسان/أبريل 2020 إلى جانب موسيقيين مثل شاشي تاجيس وبيتي جي وإسرايل أيل.

### التمثيل
اقتحمت زيريتو في كانون الأول/ديسمبر 2012 عالم التمثيل والإنتاج السينمائي حيثُ أنتجت فيلم كيميس يالاباسكوليت (بالأمهرية: Kemis Yelebeskulet)‏ الذي صدر حتى الثاني عشر من كانون الثاني/يناير 2014. شاركت زيريتو في كتابة فيلم آليهو (بالأمهرية: Alehu)‏ وإنتاجه وتمثيله كما أدت الأغنية الرئيسيّة التي عُرضت وسط الفيلم. لعبت زيريتو في هذا الفيلمِ دور فتاة جامعية صبيانية ترفض الكثير من الأمور إلى اليوم الذي تقعُ فيه في الحب فتتغيّر كل أفكارها. حقق الفيلم نجاحًا على المستوى المحليّ كما نال استحسان المشاهدين والنقاد. أصدرت زيريتو فيلما الثالث بعنوان باجو مين 7 (بالأمهرية: Pagumen 7)‏ الذي صدر مسرحيًا في حزيران/يونيو 2017.

## الحياة الشخصية
تزوجت زيريتو كيبيدي من لاكاتشو مينغيستو منذ عام 2005، وهي أم لثلاثة أولاد: كريستيان لاكاتشو (من مواليد شباط/فبراير 2007)، منجستو لاكاتشو (من مواليد آب/أغسطس 2009)، تسيلوت لاكاتشو (من مواليد أيلول/سبتمبر 2012) الذي ولدتهُ أثناء إنتاج فيلمها كيميس يليبسكوليت (بالأمهرية: Kemis Yelebeskulet)‏. زوج زيريتو هو لاكاتشو مينغيستو لاعب كرة قدم ورجل أعمال هو نجل أحد أعظم لاعب كرة القدم الاثيوبية واركو مانجستو.

## النشاط الاجتماعي
تنشطُ زيريتو في مجال الأعمال الخيريّة والنشاطات المجتمعيّة حتى أنّ المجلس الثقافي البريطاني أطلق عليها لقبَ «أيقونة المناخ» وذلك بعدما كتبت وأدت أغنية لعبت دورًا في تنبيهِ الشباب إلى مدى سيطرة التكنولوجيا على الحياة وتعزيز التقدير والعناية بعالم الطبيعة. قادت زيريتو بالتعاون مع المغني المعروف مايكل بلاينه والصحفي محمد كاسا مبادرة «إثيوبيا الخضراء» للفتِ الانتباه إلى أهميّة الاهتمام بالبيئة.
لقد نشأت زيريتو في أحد الأجزاء الأكثر خُضرةً في أديس أبابا ولديها تقديرٌ قوي للأشجار والجمال الذي تجلبه الطبيعة للحياة اليومية. نظّمت مبادرة إثيوبيا الخضراء حفلاً موسيقياً عام 2010 بعنوان «ميلودي من أجل الخضرة» شاركت فيهِ زيريتو لزيادة الوعي وتشجيع الناس على زراعة الأشجار والعناية بها، كما كانت الممثلة والمغنيّة الإثيوبيّة متحدثة باسم الحملات الاجتماعية التي ترفع الوعي بيروس نقص المناعة البشرية/الإيدز وعملت مع منظمة اليونيسف على تعزيز الرضاعة الطبيعية.

## الديانة
تقولُ زيريتو إنها روحانية ولكنها ليست دينية وقد أثارت تصريحاتها من هذا النوع الكثير من الجدل في الداخل الإثيوبي. ذكرت الممثلة والمغنيّة زيريتو أنها كانت في البداية بروتستانتية، لكنها قالت أنها لم تعد تنتمي لأيّ كيان ديني أو انتماء عقائدي. كانت تطلق ترانيم مفترقة عن إيمانها بإكرام الله ومن المفارقات أن إيمان زيريتو كان غير مؤكد خاصّة بعدما صدرت مؤخرًا أغانٍ جديدة لها تدحض بطريقةٍ أو بأخرى تخلّيها عن المسيحية.

## قائمة أعمالها
- زيريتو (2005)
- أرتفيشيال (2014)
- إيزا الكريهوم (2017)
- الحب الحب الحب (2018)
- أزماري نيجن (2018)